# Joseph Fischhof
Joseph Fischhof (4. duben 1804 Bučovice – 28. červen 1857 Vídeň) byl český a rakouský klavírista a hudební skladatel.

## Životopis
Narodil se v Bučovicích, v židovské rodině. Hudební vzdělání získával od sedmi let. Vystudoval gymnázium v Brně (1313-1819). Začal studovat lékařství a filozofii na Vídeňské univerzitě a díky přízni mecenáše Constantina von Gyiky bral klavírní lekce u Antona Halma a skladby u Ignaze von Seyfrieda. Po smrti svého otce v roce 1827 musel přerušit studia a rozhodl se živit hudbou. Stal se jedním z nejvyhledávanějších klavírních učitelů ve Vídni. Roku 1833 se stal profesorem na Vídeňské konzervatoři. Později však z konzervatoře odešel kvůli sporů s ředitelem. Stalo se tak roku 1856. Byl i hudebním teoretikem, studie věnoval dílu Bachově či Beethovenově (zejm. Ueber die Auffassung von Instrumental Compositionen in Hinsicht des Zeitmasses, Namentlich Beethoven'schen Werken).